# Noel A. M. Gayler

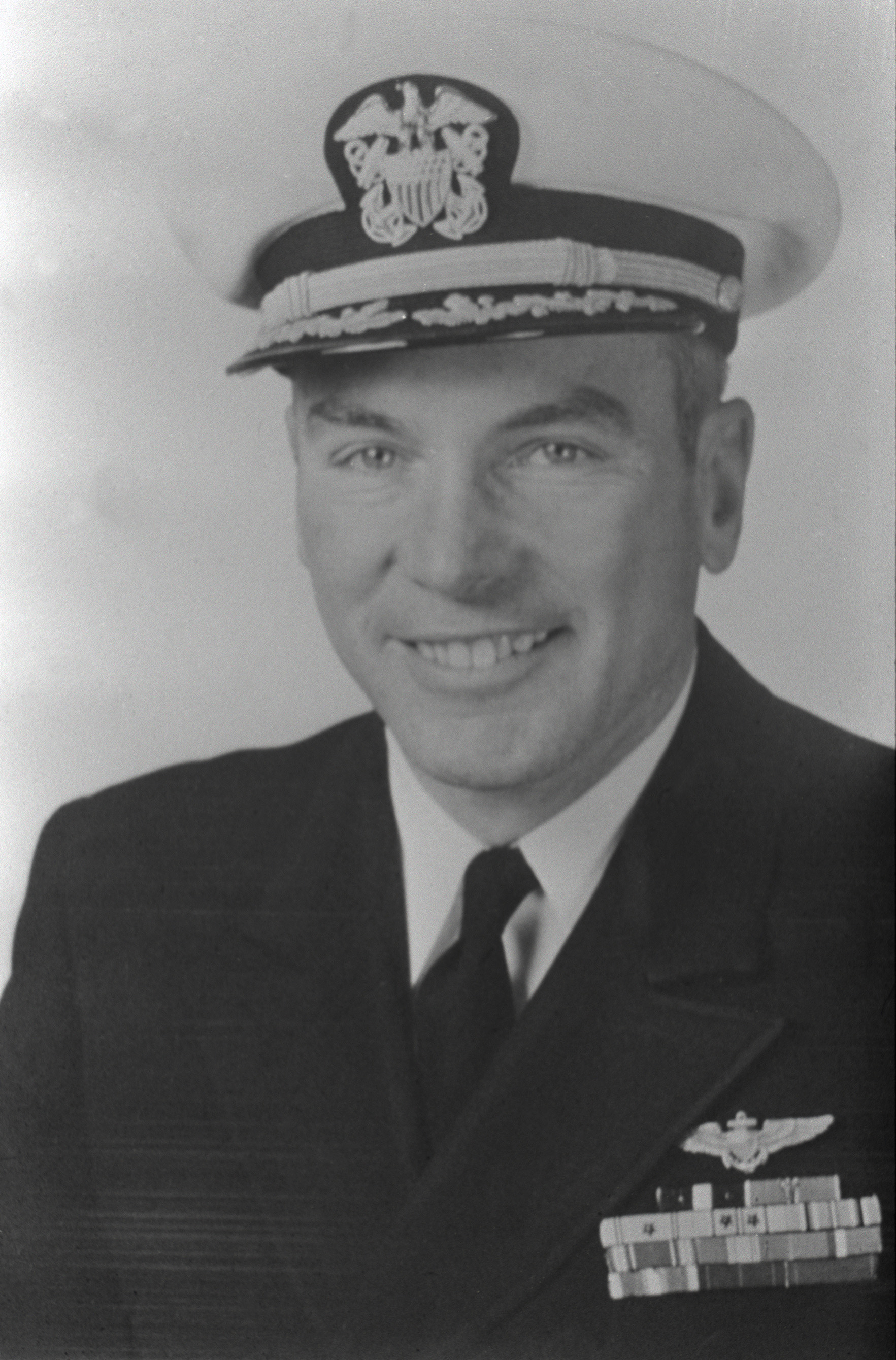
Noel A. M. Gayler, 1960

Noel Arthur Meredyth Gayler (* 25. Dezember 1914 in Birmingham, Alabama; † 14. Juli 2011 in Alexandria, Virginia) war 45 Jahre Offizier der United States Navy und vom 1. August 1969 bis zum 24. August 1972 Direktor der National Security Agency (NSA).

## Leben
Noel Gayler machte an der United States Naval Academy seinen Abschluss und wurde danach Kampfpilot im Zweiten Weltkrieg. 1957 wurde er als Berater des Secretary of the Navy Thomas S. Gates ausgewählt und ging 1960, nach einer Reise als kommandierender Offizier des Flugzeugträgers USS Ranger, als Attaché der Navy nach London. Nach der Arbeit auf anderen Flotten und für das Verteidigungsministerium wurde Gayler stellvertretender Direktor des Joint Strategic Planning Staff an der Offutt Air Force Base in Nebraska, wo er unter anderem Ziele für die strategischen Streitkräfte auswählte. Von dort ging er als Nachfolger von Marshall S. Carter, der beim Vereinigten Generalstab in Ungnade gefallen sein soll, als Direktor zur NSA.
Jedoch bereits nach zwei Jahren soll sich das Militär beklagt haben, dass Gayler wie Carter dem Militär in verräterischer Weise den Rücken gekehrt und der NSA zivileren Charakter als je zuvor verliehen habe. Am 24. August 1972 wurde Gayler zum Admiral befördert und übernahm den Posten Commander-in-Chief Pacific (CINCPAC) mit Stützpunkt Hawaii.

## Auszeichnungen
Auswahl der Dekorationen, sortiert in Anlehnung der Order of Precedence of the Military Awards:
- Navy Cross (3 ×)
- Defense Distinguished Service Medal
- Navy Distinguished Service Medal (2 ×)
- Legion of Merit (2 ×)
- Bronze Star

Gayler war der erste US-Soldat, der für seine Verdienste im Zweiten Weltkrieg dreimal das Navy Cross erhielt. Er wurde zudem zweimal mit der Navy Distinguished Service Medal der Vereinigten Staaten, einmal für seine Verdienste als Kommandeur der Pazifischen Streitkräfte und einmal für seine Arbeit als Direktor der NSA, ausgezeichnet.